# منتخب الجبل الأسود لكرة السلة للسيدات
منتخب الجبل الأسود الوطني لكرة السلة للسيدات هو ممثل الجبل الأسود الرسمي في المنافسات الدولية في كرة السلة في فئة رياضة نسوية. تأسس في 2006.